# I Katolickie Liceum Ogólnokształcące im. Świętej Rodziny w Siedlcach
I Katolickie Liceum Ogólnokształcące im. Świętej Rodziny w Siedlcach (tzw. Katolik) – liceum ogólnokształcące z siedzibą w Siedlcach przy ulicy bp. Ignacego Świrskiego 12, prowadzone przez diecezję siedlecką. Patronką liceum jest św. Święta Rodzina.

## Historia
I Katolickie Liceum Ogólnokształcące im. Świętej Rodziny w Siedlcach zostało powołane dekretem Biskupa Siedleckiego Jana Wiktora Nowaka – 22 września 1997 roku, w 75. rocznicę powstania Liceum Biskupa Podlaskiego w Siedlcach.
W 1923 roku biskup Henryk Przeździecki założył Gimnazjum i Liceum Biskupie w Siedlcach pod wezwaniem św. Rodziny. Szkoła wydała wielu kandydatów do kapłaństwa i zwiększyła w społeczeństwie polskim liczbę wykształconych osób o katolickim światopoglądzie.
W latach II wojny światowej profesorowie Liceum Biskupa Podlaskiego prowadzili tajne nauczanie. W 1951 r. odbyła się ostatnia matura gimnazjalna według norm państwowych. W czerwcu roku 1957 szkoła została zamknięta w wyniku działań władz komunistycznych.
Gmach dawnego Gimnazjum i Liceum Biskupiego przebudowano na dom księży emerytów.
Wśród absolwentów znaleźli się: ksiądz biskup Wacław Skomorucha, 113 księży, profesorowie wyższych uczelni (m.in. profesor sądownictwa, Szczepan Pieniążek).
Liceum wznowiło działalność edukacyjną w 1998 r. jako I Katolickie Liceum Ogólnokształcące im. Świętej Rodziny.